# Бен Инглиш
Бен Инглиш (англ. Ben English, род. 12 августа 1964 года, настоящее имя — Дерек Хэй (англ. Derek Hay)) — британский порноактёр, член Зала славы AVN, лауреат премий AVN Awards и XRCO Award.

## Карьера
Начал актёрскую карьеру в 2002 году в возрасте 38 лет. С тех пор он, согласно IAFD, снялся почти в 800 фильмах. Срежиссировал 12 фильмов.
В 2000 году основал агентство LA Direct Models.

## Награды
- 2004 XRCO Award – лучший новичок[3]
- 2004 AVN Award – лучший мужчина-новичок[4]
- 2009 AVN Award – лучший актер второго плана (Pirates II: Stagnetti's Revenge)[5]
- 2014 Зал славы AVN